# Saylorville
Saylorville è un census-designated place degli Stati Uniti d'America, nella contea di Polk dello stato del Iowa. È un sobborgo della capitale Des Moines.